# Episodi di Maghi contro alieni (prima stagione)
La prima stagione della serie televisiva Maghi contro alieni è stata trasmessa dal 29 ottobre al 4 dicembre 2012 sul canale britannico per bambini CBBC.
In Italia è stata trasmessa dal 14 al 19 ottobre 2014 su Rai Gulp.
| nº | Titolo originale              | Titolo italiano                            | Prima TV USA     | Prima TV Italia |
| -- | ----------------------------- | ------------------------------------------ | ---------------- | --------------- |
| 1  | Dawn of the Nekross, Part 1   | Maghi contro alieni                        | 29 ottobre 2012  | 14 ottobre 2014 |
| 2  | Dawn of the Nekross, Part 2   | La minaccia dei Nekross                    | 30 ottobre 2012  | 14 ottobre 2014 |
| 3  | Grazlax Attacks, Part 1       | L'attacco del Grazlax (prima parte)        | 5 novembre 2012  | 15 ottobre 2014 |
| 4  | Grazlax Attacks, Part 2       | L'attacco del Grazlax (seconda parte)      | 6 novembre 2012  | 15 ottobre 2014 |
| 5  | Rebel Magic, Part 1           | Magia ribelle (prima parte)                | 12 novembre 2012 | 16 ottobre 2014 |
| 6  | Rebel Magic, Part 2           | Magia ribelle (seconda parte)              | 13 novembre 2012 | 16 ottobre 2014 |
| 7  | Friend or Foe, Part 1         | Amico o nemico (prima parte)               | 19 novembre 2012 | 17 ottobre 2014 |
| 8  | Friend or Foe, Part 2         | Amico o nemico (seconda parte)             | 20 novembre 2012 | 17 ottobre 2014 |
| 9  | Fall of the Nekross, Part One | La disfatta dei Nekross (prima parte)      | 26 novembre 2012 | 18 ottobre 2014 |
| 10 | Fall of the Nekross, Part Two | La disfatta dei Nekross (seconda parte)    | 27 novembre 2012 | 18 ottobre 2014 |
| 11 | The Last Day, Part One        | Una misteriosa apparizione (prima parte)   | 3 dicembre 2012  | 19 ottobre 2014 |
| 12 | The Last Day, Part Two        | Una misteriosa apparizione (seconda parte) | 4 dicembre 2012  | 19 ottobre 2014 |